# Johannes Glotter
Johannes Glotter (auch Gloter, Glotherus; * Ende 15. Jahrhundert in Waldshut; † vor 1542) war ein Humanist und reformierter Theologe.

## Leben
Das Geburtsjahr von Johannes Glotter ist unbekannt. Die Familie Glotter stammte aus Freiburg und war im 15. Jahrhundert in Süddeutschland weit verbreitet. Nach Philippe Mieg und anderen Autoren stammte Glotter aus Waldshut. 1516 war Johannes Glotter an der Basler Universität immatrikuliert. Eine neuere Veröffentlichung von 2005 schreibt aufgrund eines zeitgleichen Freiburger Matrikeleintrages von 1516 Glotter dagegen eine Herkunft aus dem Weinort Merdingen am Kaiserstuhl zu. Für ein Wirken Glotters in Freiburg fehlen weitere Belege. Aufgrund der weiten Verbreitung des Namens und des Umstands, dass in der Generation Glotters mehrere reformierte Theologen die Waldshuter Lateinschule besucht hatten, spricht weiterhin vieles für die bisher angenommene Herkunft aus Waldshut. 
1519 wird Johannes Glotter in einem Brief des Oswald Myconius namentlich erwähnt. 1520 wirkte Glotter als Schulmeister und Kaplan an St. Martin in Basel, betrieb humanistische Studien und trat mit Ulrich Zwingli in Briefkontakt. Glotters Beziehungen zu dem Humanisten und der Reformation nahestehenden Paul Constantin Phrygio sowie zu dem Basler Reformator Johannes Oekolampad verschafften ihm 1526 eine Pfarrstelle in der Reichsstadt Mülhausen, als deren Vertreter er 1526 an der Badener Disputation teilnahm. 1527 schied Glotter vermutlich aufgrund von Verwicklungen in den Aufstand der Elsässer Bauern aus dem Amt. Das weitere Wirken und Schicksal Glotters liegt im Dunkeln. Ein Epigramm Glotters wurde 1528 in der Edition der Epigramme des Baslers Johannes Atrocianus gedruckt. Die frühere Annahme, Glotter habe eine Pfarrstelle in Bern übernommen, wurde von Michael Bärmann 2005 widerlegt. Indirekte Quellen lassen den Schluss zu, dass Glotter vor dem Winter 1541/42 verstarb. 
Glotter hinterließ außer Epigrammen und Briefen kein weiteres größeres Werk. Das heutige Interesse an seiner Person rührt von seinem Beziehungsgeflecht der frühen 1520er Jahre, das die führenden Köpfe des Schweizer und elsässischen Humanismus und der Reformation umfasste.